# Place Alfred-Kastler
La place Alfred-Kastler est une voie située dans le quartier du Val-de-Grâce du 5e arrondissement de Paris.

## Situation et accès
La place Alfred-Kastler est desservie à proximité par la ligne B du RER à la gare du Luxembourg.

## Origine du nom
Cette place a été nommée en hommage au physicien Alfred Kastler (1902-1984) en raison de la proximité de l'École normale supérieure où il avait son laboratoire.

## Historique
Cette place, créée sur l'emprise des rue Érasme, rue Rataud, et rue Pierre-Brossolette, a reçu son toponyme le 5 décembre 1996.

## Bâtiments remarquables et lieux de mémoire
- Bâtiments de l'École normale supérieure et de l'École supérieure de physique et de chimie industrielles (ESPCI ParisTech).